# Adolf Åström
Adolf Åström, född 5 november 1863 i Åryds församling, död 3 oktober 1932 i Malmö, var en svensk jurist och rättshistoriker.
Åström blev student vid Lunds universitet 1886, filosofie kandidat 1888, avlade hovrättsexamen 1890 och blev juris utriusque kandidat 1893. Han var docent i närings- och finansrätt mellan 1899 och 1917. Åström blev juris utriusque licentiat och juris utriusque doktor 1903. Han var tillförordnad professor i speciell privaträtt 1903–1908 och i stats-, förvaltnings-, kyrko- och folkrätt 1908–1910.
Åström var sekreterare i vattenfallskommittén 1899–1903, ombudsman i Skånes stadshypoteksförening från 1910 och advokat i Malmö från 1907. Han är begravd på Östra kyrkogården i Malmö.

## Familj
Adolf Åström var son till hemmansägaren Olof Åström och Ingeborg Jonsdotter. Han var gift med Ida Natalia Nilsson, född 1876, dotter till hemmansägaren Salomon Nilsson och Petronella Andersdotter.